# Řícmanice
Řícmanice (in tedesco Ritzmanitz) è un comune della Repubblica Ceca facente parte del distretto di Brno-venkov, in Moravia Meridionale.